# Щолоков Микола Онисимович
Микола Онисимович Щолоков (13 (26) листопада 1910, станція Алмазна (нині у складі м. Кадіївка), Луганська область — 13 грудня 1984, Москва) — радянський державний діяч, міністр внутрішніх справ СРСР (1966–1982), генерал армії (1976). Доктор економічних наук (1978). Кандидат у члени ЦК КПРС (1966—1968). Член ЦК КПРС (1968—1983), Герой Соціалістичної Праці (1980, позбавлений звання у листопаді 1984). Депутат Верховної Ради СРСР 4—10-го скликань.

## Біографія
Народився на станції Алмазна (Бахмутський повіт, Катеринославська губернія) в родині робітника-металурга Онисима Митрофановича Щолокова та лікаря Марії Іванівни Щолокової. Про батьків пізніше відгукувався з великою теплотою. Працювати почав з 12 років коногоном на шахті.
По закінченні семирічки (1926) вступив до гірничопромислового училища, працював на шахті ім. Ілліча в Кадіївці.
У 1929—1933 роках — студент Дніпропетровського металургійного інституту.
Член ВКП(б) з 1931 року.
У 1933—1934 роках — інженер, начальник зміни доменного цеху металургійного заводу «Сталь» селища Алмазна.
З 1934 по 1935 рік служив у Червоній армії.
У 1935 — грудні 1938 року — змінний інженер, заступник начальника доменного цеху заводу металургійного обладнання в Дніпропетровську, начальник мартенівського цеху Дніпропетровського металургійного заводу.
У грудні 1938 року обраний першим секретарем Красногвардійського районного комітету КП(б)У міста Дніпропетровська.
З грудня 1939 по серпень 1941 року працював головою виконавчого комітету Дніпропетровської міської ради депутатів трудящих. Тоді ж познайомився з майбутнім генеральним секретарем ЦК КПРС Л. І. Брежнєвим.
1941 — як керівник міста з початком радянсько-німецької війни відповідав за евакуацію на схід СРСР промислових об'єктів, населення і матеріальних цінностей.
Після відступу радянських військ із Дніпропетровська з липня 1941 по 1942 рік був політичним працівником і членом Військової ради Південного фронту Червоної армії.
У 1942—1943 роках — заступник начальника Тилу Північної групи військ Кавказького (Північно-Кавказького) фронту з політичної частини. З 1943 по грудень 1945 року — заступник командира 218-ї стрілецької дивізії з політичної частини, заступник командира 28-го стрілецького корпусу з політичної частини.
У грудні 1945 — серпні 1946 року — відповідальний секретар Партійної комісії при Політичному управлінні Прикарпатського військового округу, полковник.
У жовтні 1946 — грудні 1947 року — заступник міністра місцевої промисловості Української РСР.
У жовтні (затв.) 1947 — листопаді 1948 року — заступник секретаря ЦК КП(б)У з промисловості — завідувач промислового відділу ЦК КП(б)У.
У грудні 1948 — січні 1951 року — завідувач відділу легкої промисловості ЦК КП(б)У.
13 січня 1951 — 5 липня 1958 року — 1-й заступник голови Ради міністрів Молдавської РСР.
Одночасно, 7 червня 1957 — 8 липня 1958 року — голова Ради народного господарства Молдавської РСР.
18 квітня 1959 — 30 березня 1962 року — 1-й заступник голови Ради міністрів Молдавської РСР.
12 травня 1962 — 23 січня 1963 року — заступник голови Ради міністрів Молдавської РСР.
Одночасно, в травні 1962 — 18 лютого 1965 року — голова Ради народного господарства Молдавської РСР.
18 лютого — 22 грудня 1965 року — 1-й заступник голови Ради міністрів Молдавської РСР.
22 грудня 1965 — 13 лютого 1967 року — 2-й секретар ЦК КП Молдавії.
18 вересня 1966 — 1968 — міністр охорони громадського порядку СРСР, в 1968 — 17 грудня 1982 року — міністр внутрішніх справ СРСР.
17 грудня 1982 — через місяць після смерті Брежнєва Микола Щолоков був звільнений з поста міністра у зв'язку з розслідуванням з приводу корупції, розпочатим за наказом нового керівника СРСР Ю.Андропова. Проведена за вказівкою нового міністра внутрішніх справ СРСР В. В. Федорчука комплексна перевірка діяльності МВС СРСР у період керівництва Щолокова виявила велику кількість зловживань.
19 лютого 1983 дружина Щолокова, Світлана Володимирівна, наклала на себе руки.
15 червня 1983 Миколу Щолокова вивели з ЦК КПРС, 6 листопада 1984 року його позбавили звання генерала армії, а 10 листопада — звання Героя Соціалістичної Праці.
7 грудня 1984 року Щолоков був виключений із лав КПРС. Через 6 днів він застрелився з мисливської рушниці. За 3 дні до цього М.Щолоков написав К. У. Черненкові лист, в якому зазначав, що «не порушував законності, не змінював лінії партії, нічого у держави не брав» і просив лише захистити його дітей від неприємностей, бо «вони ні в чому не винні».
Тодішній голова Комісії партійного контролю М. С. Соломенцев, який займався справою Щолокова, згодом згадував: "До мене на прийом приходила його дочка і розповідала оглушливі подробиці трагедії: "Батько вистрілив собі в голову з мисливської рушниці … По всій кімнаті розлетілися мізки … ""
Похований у Москві на Ваганьковському кладовищі (ділянка № 20).

## Родина
Дружина Світлана Володимирівна, діти — син Ігор Щолоков, дочка Ірина Щолокова (Калюжна), онуки Поліна та Світлана Калюжні.

## Нагороди та відзнаки
- 3 ордена Леніна
- 2 ордена Бойового Червоного Прапора
- орден Богдана Хмельницького ІІ ступеня
- орден Вітчизняної війни І ступеня
- орден Трудового Червоного Прапора
- орден Червоної Зірки
- медалі
- «Почесний громадянин м. Дніпропетровськ» (1980)

## Кіновтілення
- Володимир Землянікін в художньому фільмі "Вбивство на «Жданівській» (1992)
- Геннадій Богачов («Брежнєв», 2005).
- Володимир Голованов («Галина», 2008).
- Олексій Криченков («Мисливці за діамантами», 2011).
- Володимир Стєклов у документальному серіалі «Казнокрад. КДБ проти МВС» (2011)

## Джерело
- Всі слова [Архівовано 4 березня 2016 у Wayback Machine.]